# Meioneta larva
Meioneta larva là một loài nhện trong họ Linyphiidae.
Loài này thuộc chi Meioneta. Meioneta larva được George Hazelwood Locket miêu tả năm 1968.